# ブダペスト市電2000形電車
ブダペスト市電2000形電車（ブダペストしでん2000がたでんしゃ）は、ハンガリーの首都・ブダペストの路面電車路線であるブダペスト市電で2006年から営業運転を開始した電車（超低床電車）。シーメンスが展開する路面電車ブランド・コンビーノ・プラスの1形式で、6車体連接式・全長53,990 mmは製造当時路面電車車両として世界最長であった。シーメンス側からは「NF12B1」と言う形式名が付けられている。

## 概要
ブダペスト市電には2005年の時点で720両の電車が在籍していたが、そのうち160両は製造から40 - 50年が経過していたガンツ製のUV形で、老朽化や輸送力不足が課題となっていた。この形式の全面置き換えに加え、それまでブダペスト市電に存在しなかった、車内に段差が存在せずバリアフリーに適した超低床電車の導入によるサービス向上を図るため導入が決定したのが、シーメンス製の2000形である。国際入札を経た導入契約は2003年4月に行われ、新型車両の導入に加えて予備部品の供給や保守に関する2年間のトレーニングも内容に含まれていた。
それまでシーメンスが展開していた超低床路面電車のコンビーノは、中間に台車がないフローティング車体を台車が存在する短い車体が挟む構造を用いていたが、フローティング車体の荷重が連接部分にかかる事や曲線走行時に遠心力によって横方向に力がかかり脱線を誘発するなどの欠点があり、更に強度不足による車体の損傷が報告される事態も起きた。そこで2000形以降の車両については、ボンバルディア・トランスポーテーションが所有していた特許が切れた超低床電車・ブレーメン形に用いられた1つの車体に1つの台車が設置される構造となり、ブランド名もコンビーノ・プラスに改められた。
従来のコンビーノは構体にアルミニウムが用いられていた一方、2000形は車体強化のためステンレス鋼に材質が変更されており、台車や電源装置との接続箇所は錆を防止するため炭素鋼が、前面は繊維強化プラスチックが使われる。編成は両運転台の6車体連接式で、2つの車体が1つのユニットを構成する構造となっている。屋根上には集電装置や空調装置に加え、補助電源装置を始めとした電気機器が搭載されている。
車内には58人分の座席、6人分の折り畳み座席が設置され、2・5車体目には車椅子やベビーカー利用客向けのフリースペースが存在する。床上高さは350 mmだが、幅1,300 mmの両開き式プラグドアが用いられている乗降扉付近は320 mmに抑えられている。また車内には冷暖房が完備されており、非常時に備えて窓の開閉も可能な構造となっている。暖房については天井に加えて乗降扉付近の床から放出される温風も用いられ、乗降扉付近の着氷を防ぐ。
各車体に1台存在する車軸がないボギー台車は従来の台車から低重心化、ばね下質量の軽減、縦方向の機械的結合の強化などの改良が図られている。主電動機（誘導電動機）は各動力台車に2基配置され、前後の車輪を駆動させる。制動装置は使用時に電力を回収することが出来る回生ブレーキが導入され、最大35％の電力を再利用する事が可能である。動力台車の油圧ブレーキ、付随台車のディスクブレーキや非常用の電磁吸着ブレーキを含め、制動装置はドイツにおけるBOStrab基準に基づいた設計や性能となっている。これらの機器の故障を含めた異常が起きた際には、運転台に設置されているディスプレイに対応方法が表示される。

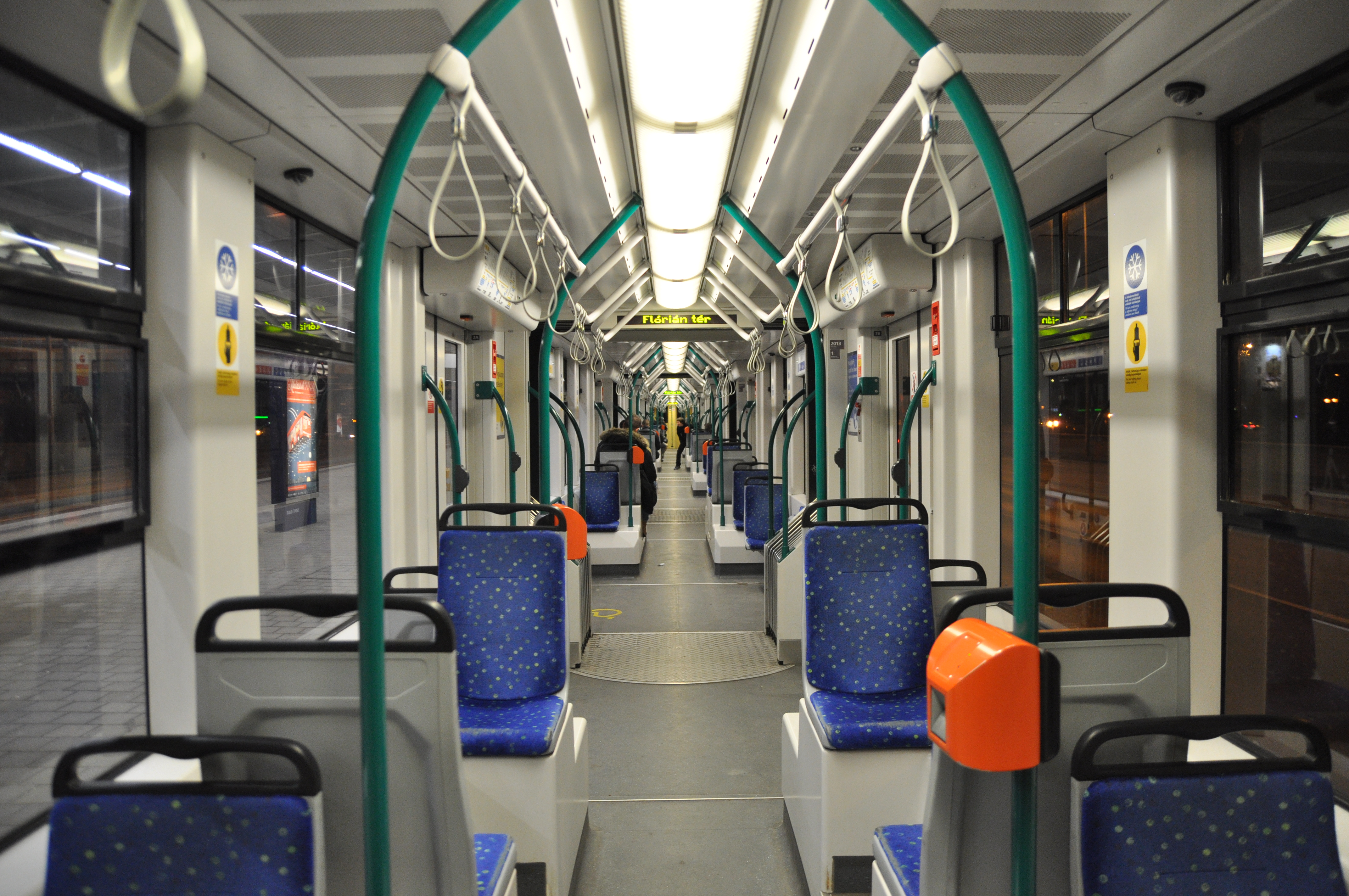
車内
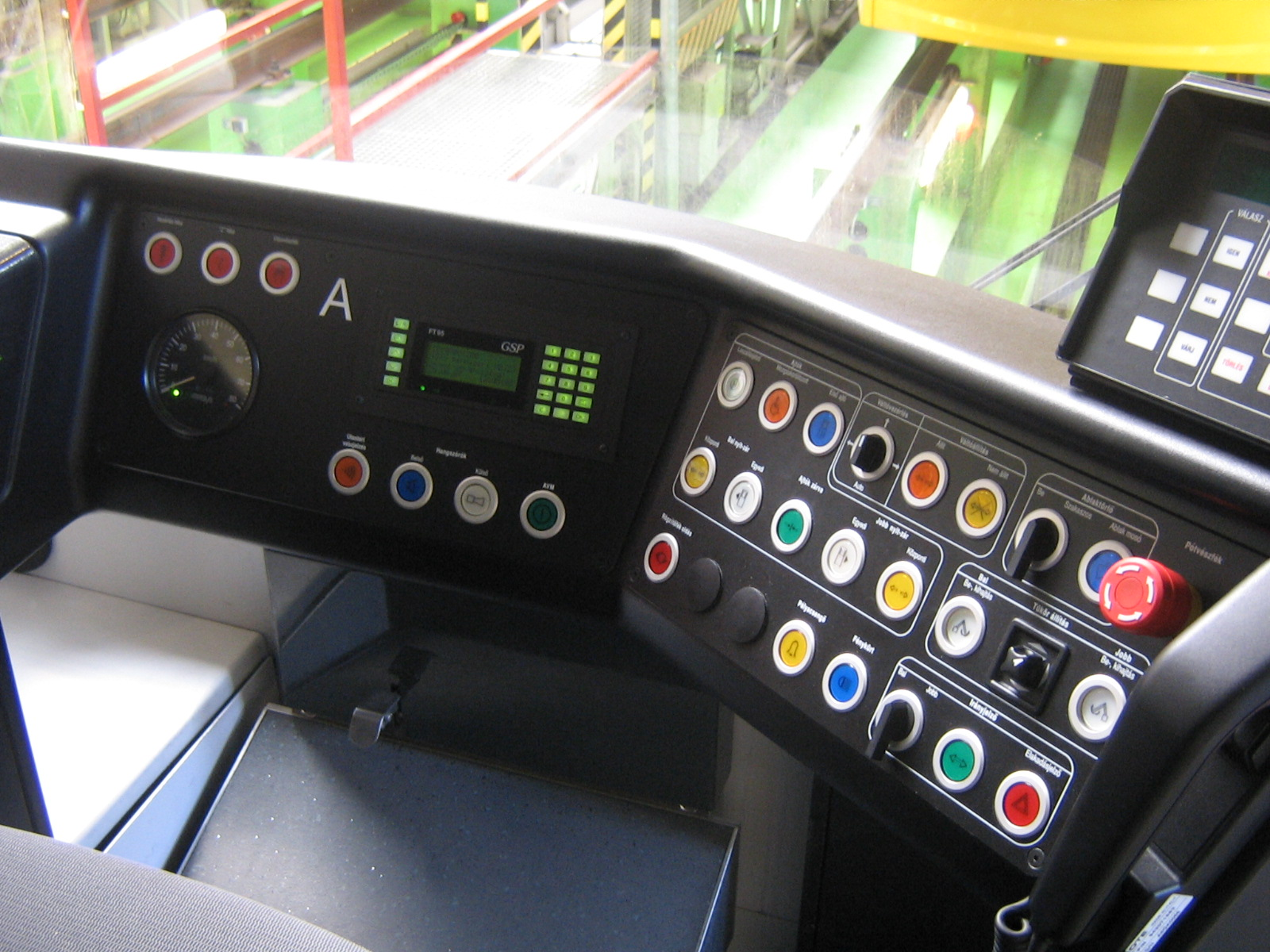
運転台
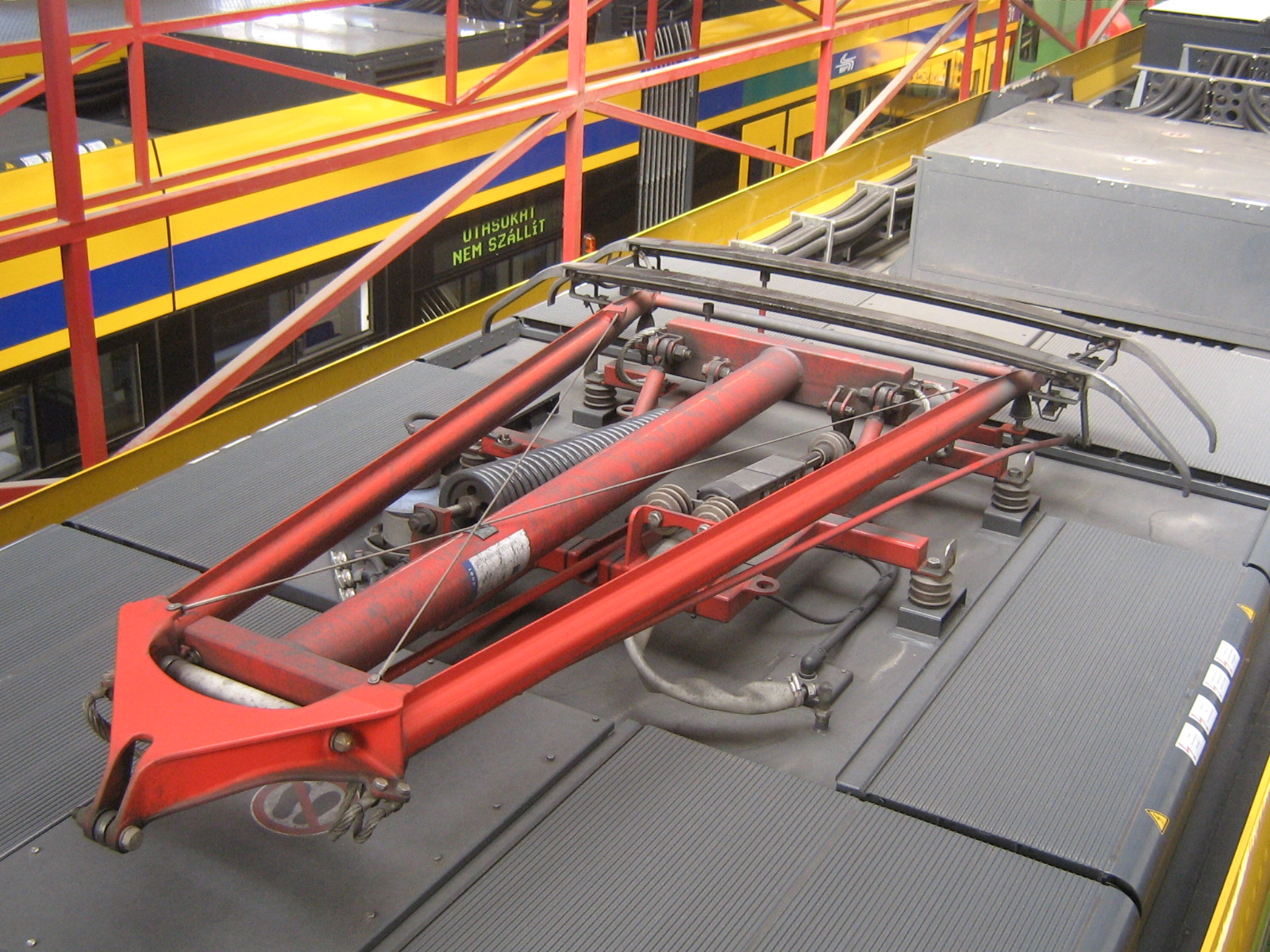
集電装置（シングルアーム式パンタグラフ）
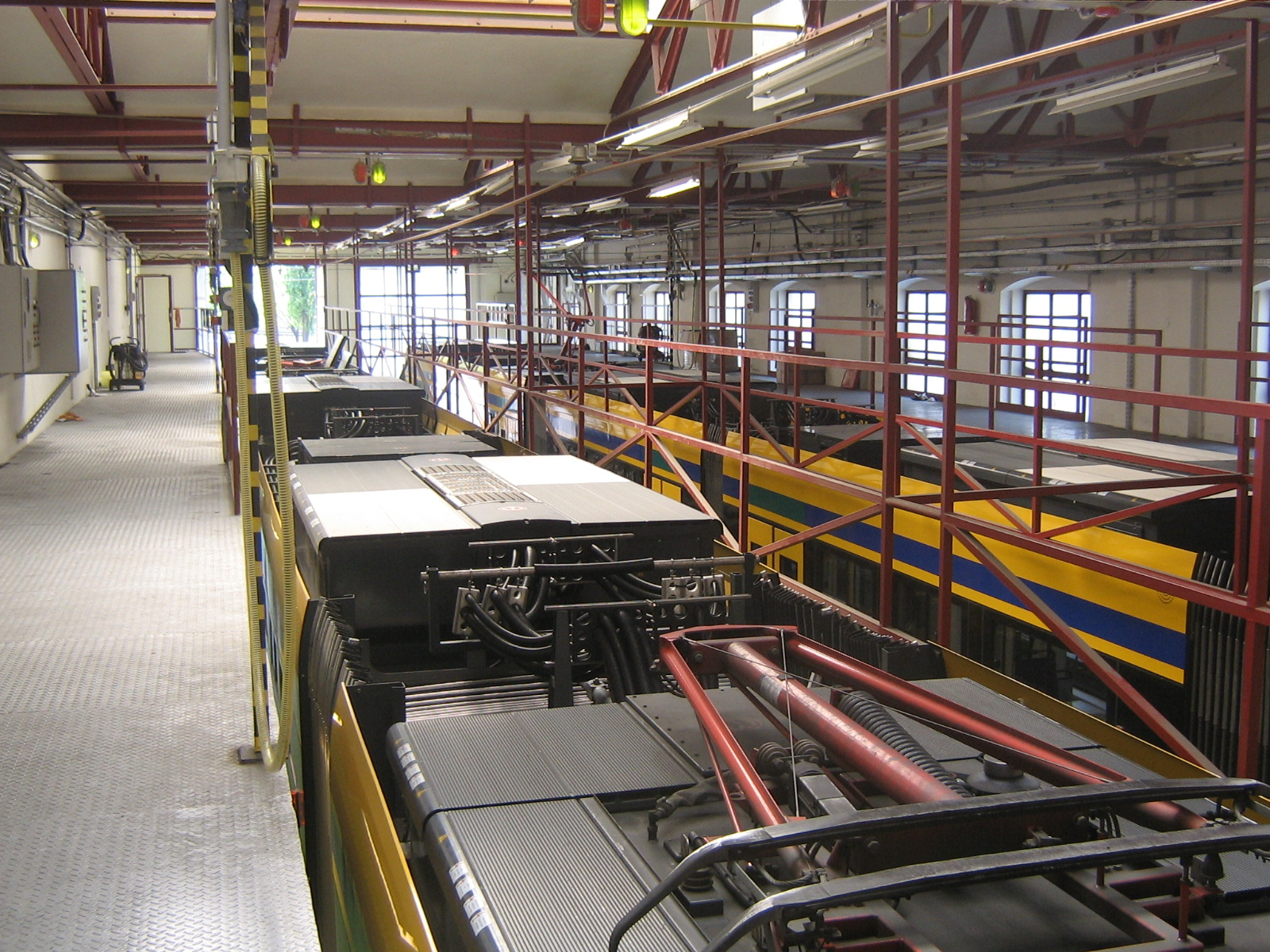
屋根上の機器
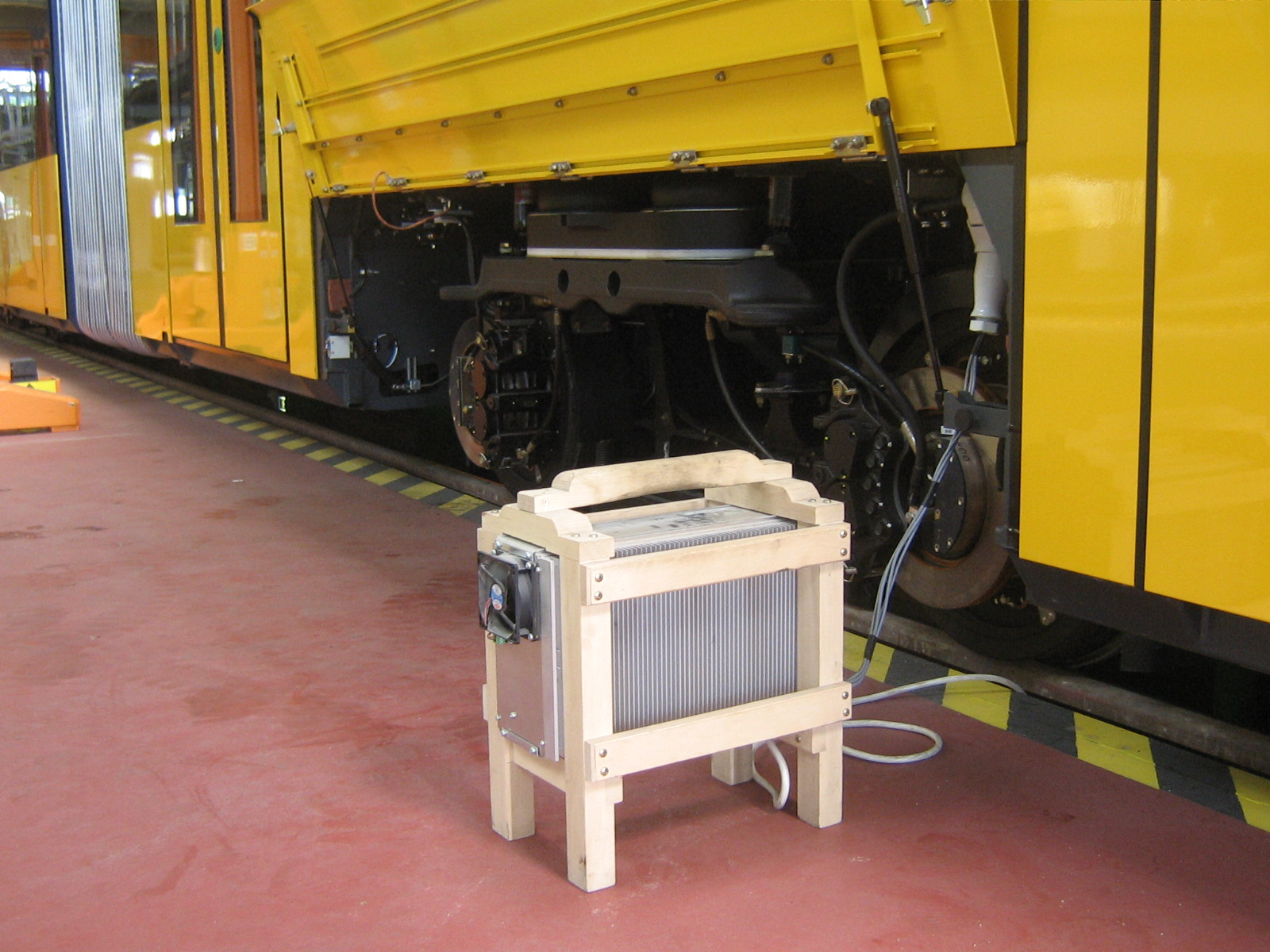
台車

## 運用

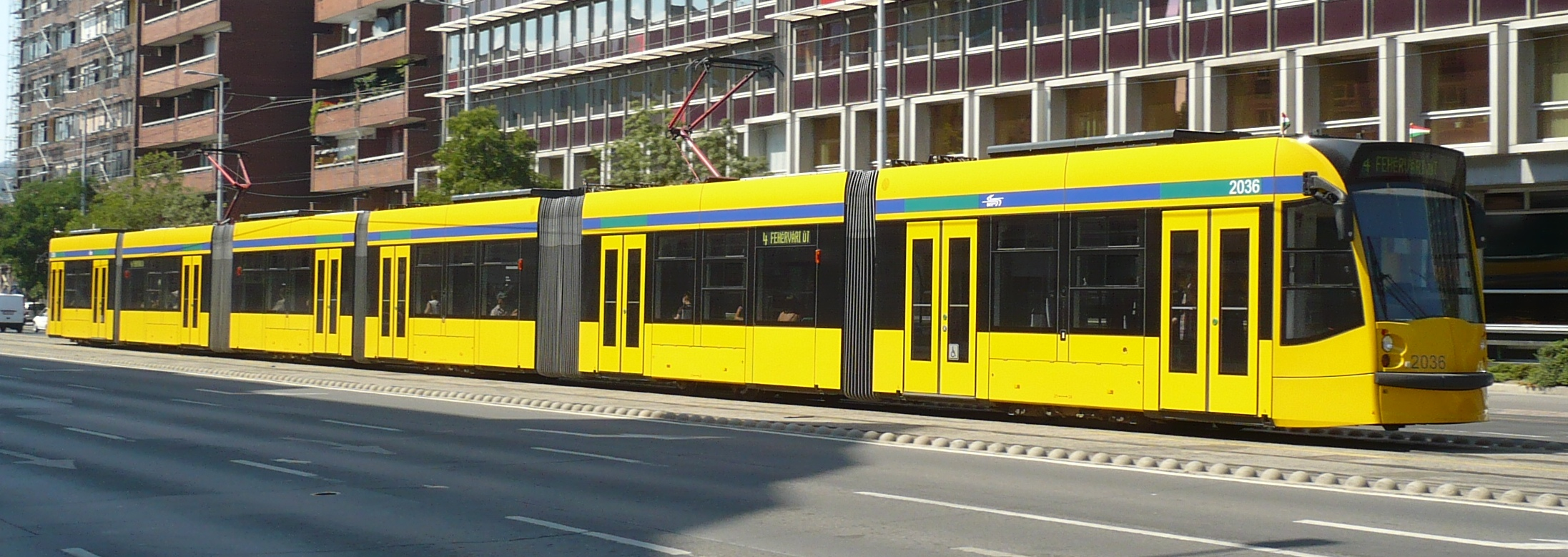
2036（2008年撮影）

車両設計は2004年から始まり、翌2005年からオーストリア・ウィーンにあるシーメンスの工場で製造が始まった。最初の車両がブダペスト市電に到着したのは2006年3月で、同年7月1日から当時世界最長の路面電車車両として営業運転を開始した。2007年5月30日までに契約分の40両が揃った事により、半世紀近くに渡って活躍したUV形は同年8月20日をもって営業運転を終了した。また導入に際しては軌道や架線の改良、6車体連接車に対応した車庫の改装・近代化も併せて実施されている。
2000形は主にブダ地区とペスト地区を結ぶブダペスト市電の最混雑系統の4・6系統に投入され、長距離系統の1系統にも平日を中心に用いられている。通常は全40両のうち36両が営業運転に使用されており、1時間の輸送可能乗客数は10,600人にも及ぶ。また、台車の改良により車体の揺れが抑制された結果曲線や分岐器のレールの摩耗が抑えられ、メンテナンス頻度が減少する効果がもたらされている。

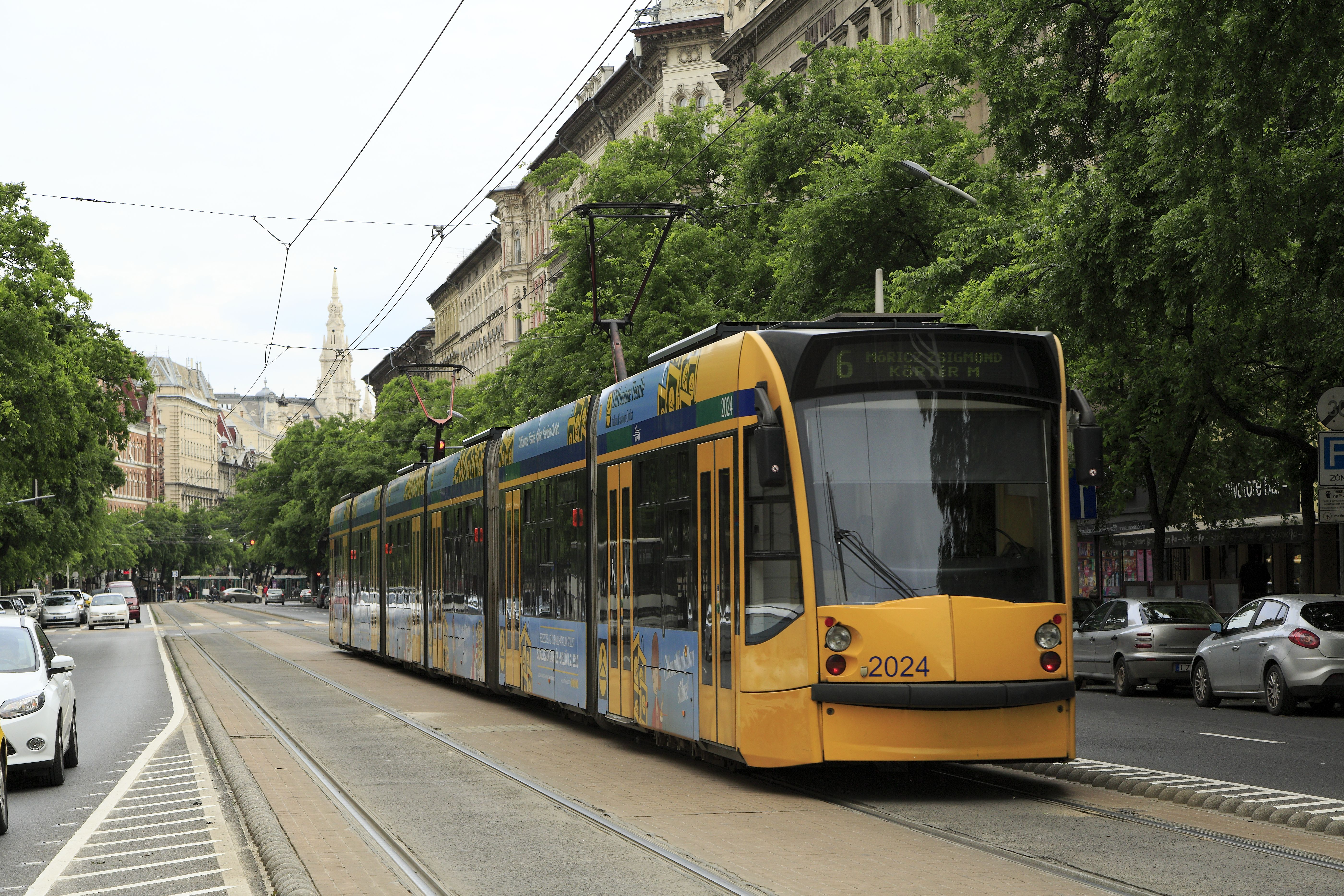
ラッピング塗装（2024、2016年撮影）
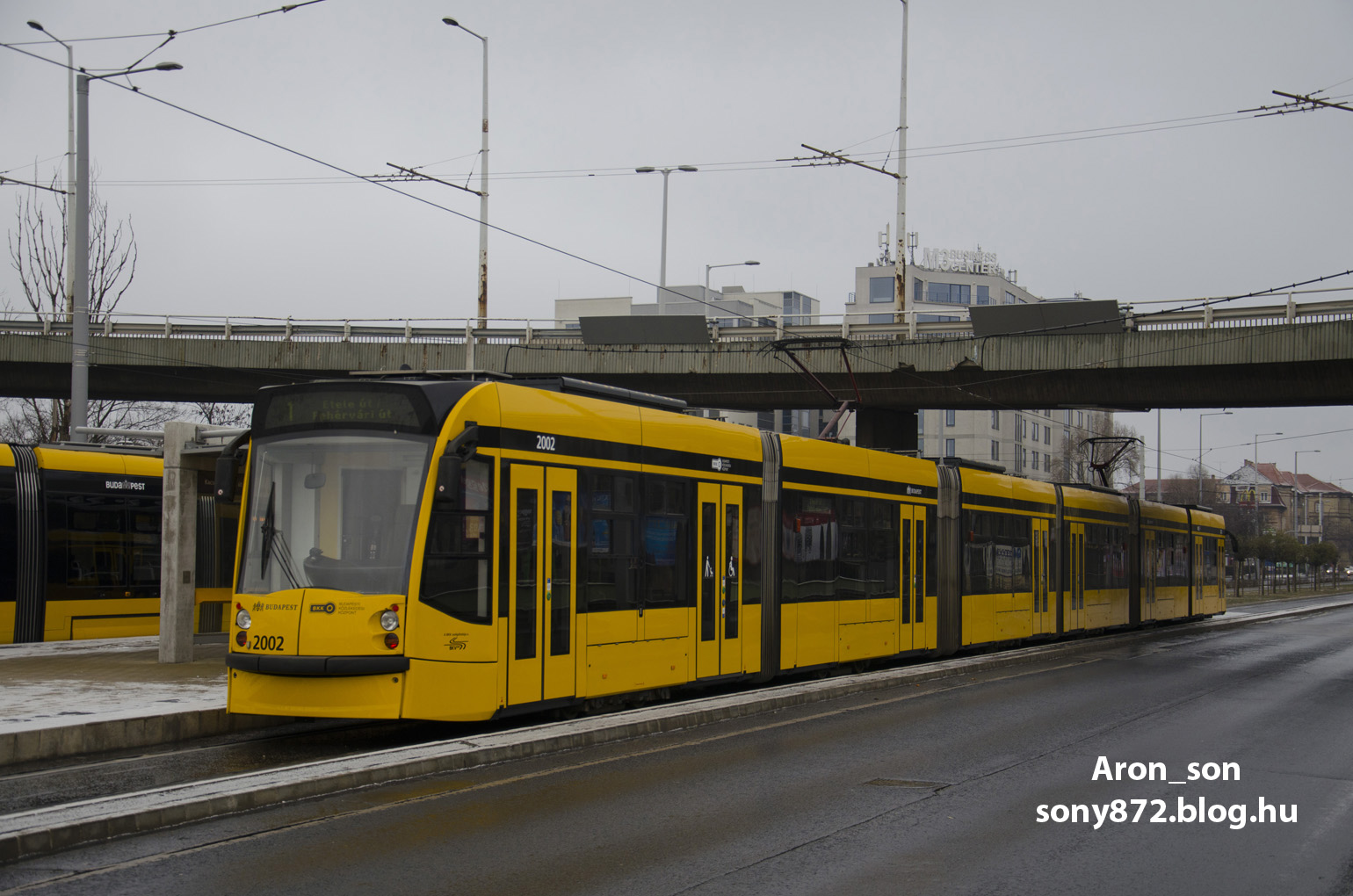
1系統に使用される2002（2016年撮影）
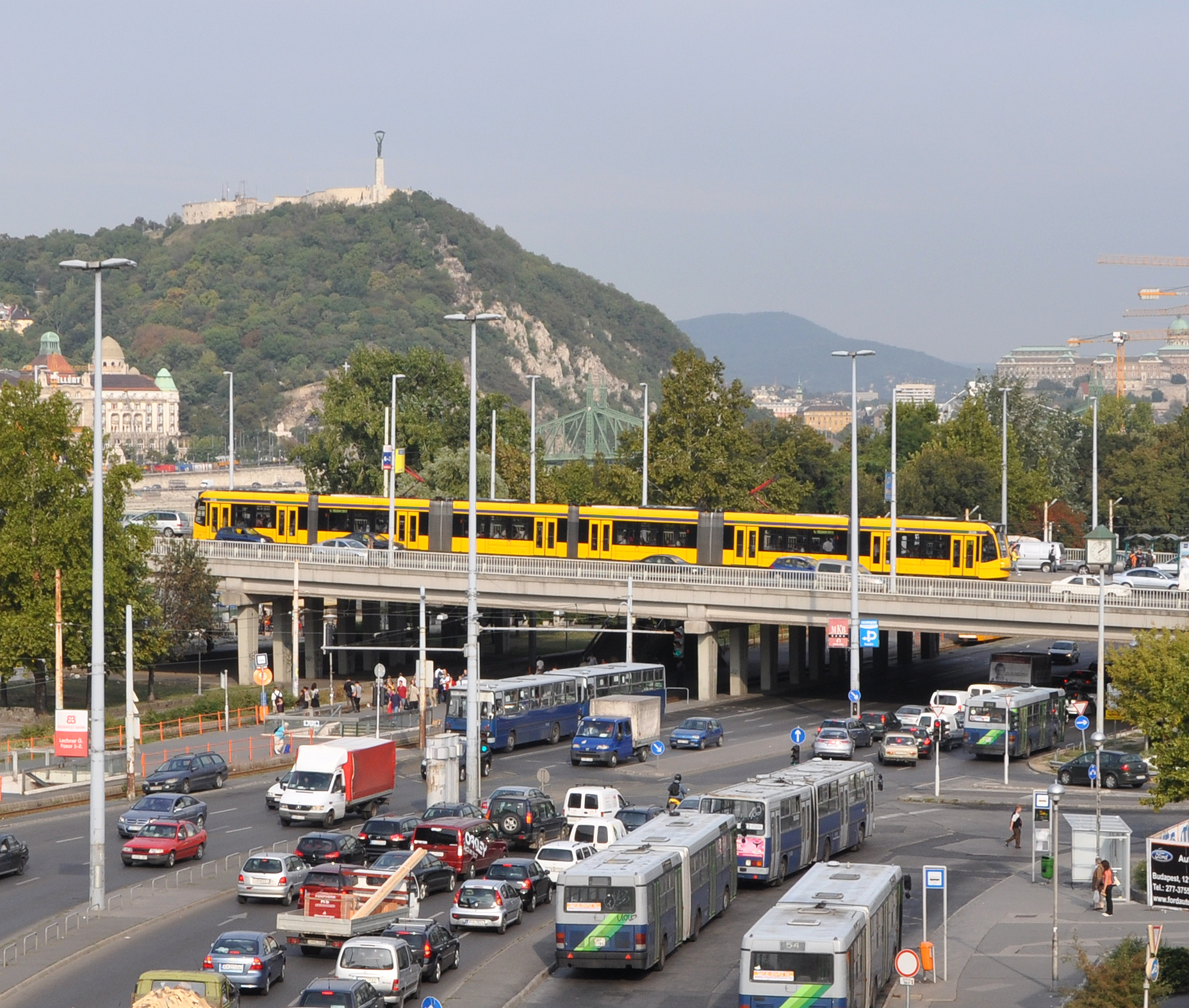
ペテーフィ橋を渡る2000形（2009年撮影）

## 関連項目

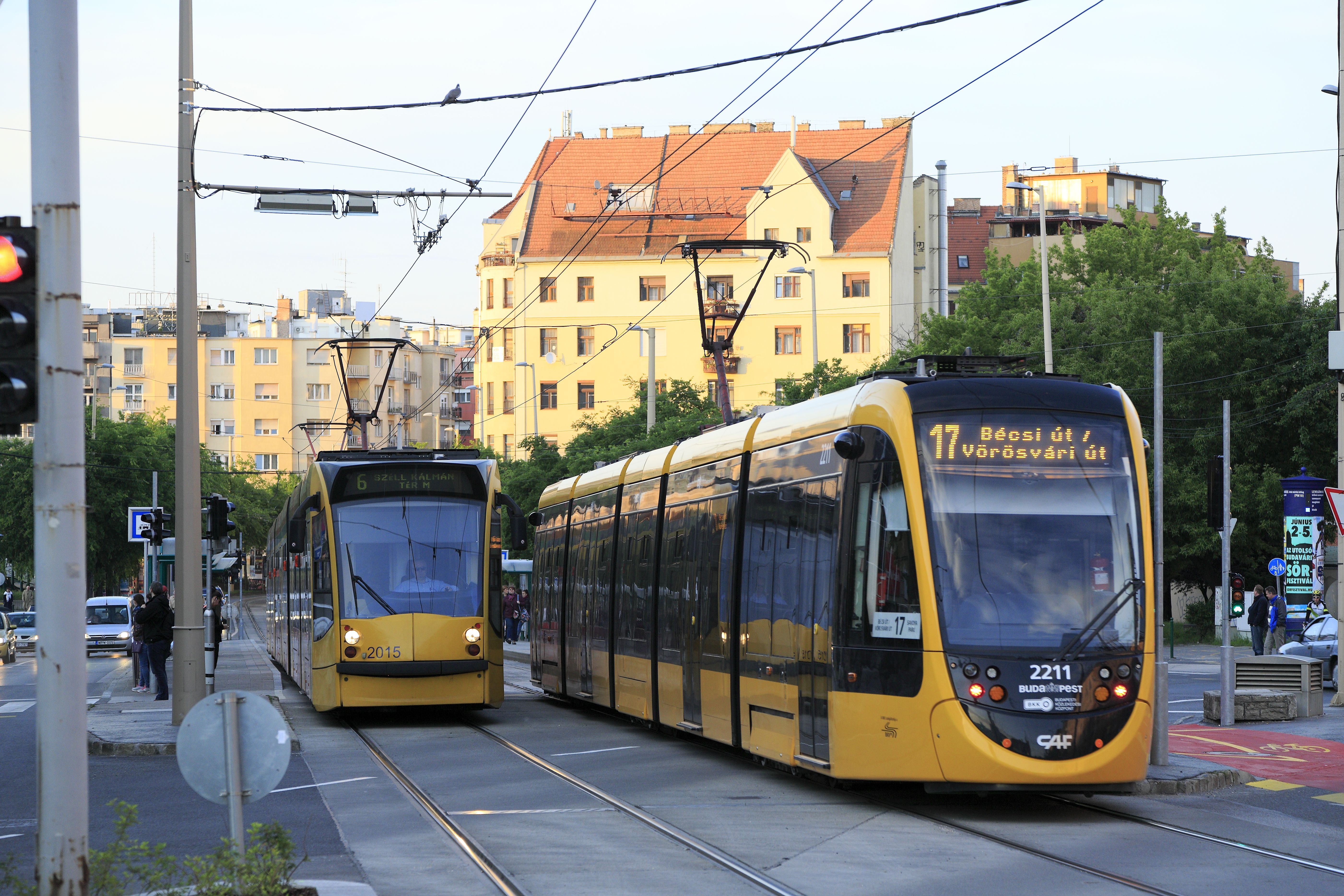
2000形（左）、2200形（右）